# Epipsilia ignicola
Epipsilia ignicola är en fjärilsart som beskrevs av Jacob Hübner 1813. Epipsilia ignicola ingår i släktet Epipsilia och familjen nattflyn. Inga underarter finns listade i Catalogue of Life.